# Colonia Miranda Fonseca
Colonia Miranda Fonseca är en ort i Mexiko.   Den ligger i kommunen Atoyac de Álvarez och delstaten Guerrero, i den södra delen av landet, 290 km sydväst om huvudstaden Mexico City. Colonia Miranda Fonseca ligger 42 meter över havet och antalet invånare är 332.
Terrängen runt Colonia Miranda Fonseca är kuperad norrut, men söderut är den platt. Runt Colonia Miranda Fonseca är det ganska glesbefolkat, med 47 invånare per kvadratkilometer. Närmaste större samhälle är Atoyac de Álvarez, 4,8 km öster om Colonia Miranda Fonseca. Omgivningarna runt Colonia Miranda Fonseca är en mosaik av jordbruksmark och naturlig växtlighet.